# Iliamna (jezioro)
Iliamna (ang. Iliamna Lake lub Lake Iliamna) – jezioro w południowo-zachodniej części Alaski, położone u nasady półwyspu Alaska, u podnóża wulkanu Iliamna. Jezioro zajmuje powierzchnię około 2,6 tys. km² i stanowi największe jezioro Alaski. Odwadnia go rzeka Kvichak, która uchodzi do Zatoki Bristolskiej.
Nad jeziorem Iliamna rozwinięte jest wędkarstwo.